# Louis Wintermeyer

Louis Wintermeyer

Louis Wintermeyer (* 7. September 1859 in Wiesbaden; † 18. September 1901 in Brunnen, Schweiz) war ein deutscher Landwirt und Politiker.
Wintermeyer wurde als Sohn des Landwirts H. Wintermeyer geboren. Er besuchte zunächst von 1869 bis 1875 die Höhere Bürgerschule seiner Geburtsstadt und später von 1881 bis 1882 die Landwirtschaftsakademie. Schließlich übernahm er 1887 den Hof seines Vaters.
Im gleichen Jahr begann mit der Wahl zum Stadtverordneten seine politische Laufbahn. Von 1897 bis 1901 gehörte er als Abgeordneter der Freisinnigen Volkspartei dem Preußischen Abgeordnetenhaus und dem Reichstag an.
Nach seinem Tod wurde er am 22. September 1901 auf dem Neuen Friedhof in Wiesbaden bestattet. Der vorherige Trauerzug fand große Anteilnahme.
Drei Jahre nach seinem Tod ehrte ihn seine Heimatstadt mit der Benennung einer Straße.